# Юксель, Бату Хан
Бату Хан Юксель (туркм. Batu Han Yüksel; 4 октября 1999) — турецкий тяжелоатлет, призёр чемпионата Европы 2023 года.

## Карьера
В 2019 году, в Бухаресте, на молодёжном чемпионате Европы завоевал бронзовую медаль в категории до 73 кг с результатом 312 кг по сумме двух упражнений. 
В Ереване, на чемпионате Европы 2023 года в категории до 81 кг завоевал серебряную медаль с результатом 339 кг по сумме двух упражнений. В отдельных упражнениях также ему достались малая серебряная медаль в рывке и малая бронзовая в толчке.

## Достижения
Чемпионат Европы
| Результат | Вес      | Год  | Место соревнований | Рывок | Толчок | Общий вес |
| Серебро   | до 81 кг | 2023 | Ереван, Армения    | 152,0 | 187,0  | 339,0     |